# Liste der Landschaftsschutzgebiete im Landkreis Lichtenfels
Im Landkreis Lichtenfels gibt es sechs Landschaftsschutzgebiete. (Stand: November 2018)

## Hinweise zu den Angaben in der Tabelle
- Gebietsname: Amtliche Bezeichnung des Schutzgebietes
- Bild/Commons: Bild und Link zu weiteren Bildern aus dem Schutzgebiet
- LSG-ID: Amtliche Nummer des Schutzgebietes
- WDPA-ID: Link zum Eintrag des Schutzgebietes in der World Database on Protected Areas
- Wikidata: Link zum Wikidata-Eintrag des Schutzgebietes
- Ausweisung: Datum der Ausweisung als Schutzgebiet
- Gemeinde(n): Gemeinden, auf denen sich das Schutzgebiet befindet
- Lage: Geografischer Standort
- Fläche: Gesamtfläche des Schutzgebietes in Hektar
- Flächenanteil: Anteilige Flächen des Schutzgebietes in Landkreisen/Gemeinden, Angabe in % der Gesamtfläche
- Bemerkung: Besonderheiten und Anmerkungen

Bis auf die Spalte Lage sind alle Spalten sortierbar.
| Gebietsname                                                                  | Bild/Commons   | LSG-ID       | WDPA-ID | Wikidata  | Ausweisung | Gemeinde(n) | Lage     | Fläche ha | Flächenanteil | Bemerkung |
| ---------------------------------------------------------------------------- | -------------- | ------------ | ------- | --------- | ---------- | ----------- | -------- | --------- | --- | --------- |
| LSG Fränkische Schweiz - Veldensteiner Forst im Regierungsbezirk Oberfranken | weitere Bilder | LSG-00556.01 | 396107  | Q59635232 | 2001       |             | Position | 100393,8  | Landkreis Bamberg (23,2 %), Landkreis Bayreuth (34,0 %), Landkreis Forchheim (25,8 %), Landkreis Kulmbach (4,5 %), Landkreis Lichtenfels (12,6 %) |           |
| LSG Kloster Banz, Landkreis Lichtenfels                                      |                | LSG-00586.01 | 396135  | Q59635051 | 2006       |             | Position | 862,89    | Landkreis Lichtenfels (100 %) |           |
| LSG Köstner Gründla                                                          |                | LSG-00494.01 | 396002  | Q59635045 | 1995       |             | Position | 19,36     | Landkreis Lichtenfels (100 %) |           |
| LSG Neuenseer Weiher in der Gemarkung Neuensee, Landkreis Lichtenfels        |                | LSG-00387.01 | 395895  | Q59635043 | 1986       |             | Position | 62,56     | Landkreis Lichtenfels (100 %) |           |
| Schutz des Landschaftsteiles Bergschloß in Lichtenfels                       |                | LSG-00086.01 | 395507  | Q59635040 | 1957       |             | Position | 3,78      | Landkreis Lichtenfels (100 %) |           |
| Schutz von Landschaftsteilen im Landkreis Lichtenfels, LSG Katzogel          |                | LSG-00051.01 | 395479  | Q59635038 | 1955       |             | Position | 10,26     | Landkreis Lichtenfels (100 %) |           |